# White Nancy
White Nancy − budowla na szczycie północnego krańca wzgórz The Saddle of Kerridge, ponad wsią Kerridge i miastem Bollington w hrabstwie Cheshire w Anglii. Ma status zabytku drugiego stopnia (Grade II) i widnieje w spisie zabytków narodowych Anglii (National Monuments Record). Sylwetka budynku jest używana jako logo miasta Bollington, a jego nazwę zapożyczyło kilka lokalnych organizacji. Pochodzenie nazwy nie jest znane.

## Historia

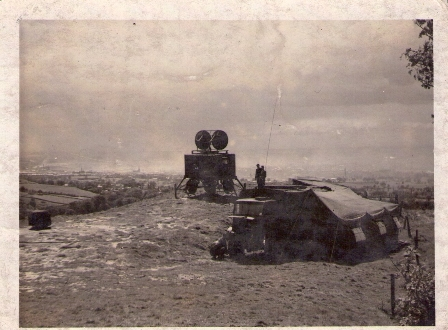
British Army Signals Trials Unit testuje wysyłanie sygnałów z użyciem promieni katodowych ze wzgórza White Nancy w 1948

Zanim wybudowano White Nancy, w tym miejscu znajdowała się rotunda z cegieł, w której w razie inwazji można było rozpalić ogień będący światłem ostrzegawczym. 
White Nancy została zbudowana w 1817 przez Johna Gaskella juniora z North End Farm jako upamiętnienie bitwy pod Waterloo (1815). John Gaskell z rodziną mieszkali w pobliskim Ingersley Hall. Budowla początkowo miała wejście, a w środku znajdował się okrągły kamienny stół oraz kamienna ława wzdłuż ściany. Obecnie wejście jest zamurowane. Budynek określa się jako dom letni lub folly.
W połowie lat 40. XX w. Royal Signal Corps Trials Unit z bazą w Catterick wprowadził na wzgórze antenę nadawczo-odbiorczą na ciężarówce. Przeprowadzano testy transmisji danych (bez obrazu) z użyciem promieni katodowych do drugiej ciężarówki lub mobilnego odbiornika. Odbiornik był oddalany coraz bardziej na południe, aż z czasem sygnał docierał nawet na południowe wybrzeże Anglii. 
Jedna z legend mówi, że nazwa White Nancy pochodzi od imienia konia, który zawiózł na wzgórze użyte przy budowie materiały budowlane. Inna legenda mówi, że nazwa pochodzi od imienia jednej z córek rodziny Gaskell.

## Opis
Budowla na planie koła, o kształcie głowy cukru, zwieńczona kulistym kwiatonem. Zbudowana z potłuczonego piaskowca pokrytego stiukiem i pomalowanego. Wysokość około 18 stóp (5,48 m). Wokół budowli jest położony kamienny chodnik z wyrytymi rumbami róży wiatrów. Budowla znajduje się na wysokości ok. 248 m n.p.m.
Przynajmniej do 1925 budynek nie był pomalowany. Na przestrzeni lat był malowany przeważnie na biało, tylko w czasie II wojny światowej przemalowano go na zielono, aby nie był punktem orientacyjnym dla samolotów wroga. W 2005 wandale pomalowali go częściowo na różowo. W marcu 2009 przemalowano go na biało z czarnym kwiatonem. W czerwcu 2012 na północno-zachodniej ścianie namalowano koronę upamiętniającą jubileusz 50-lecia panowania królowej, wraz z datami 1952–2012. Na południowo-wschodniej ścianie namalowano koła olimpijskie.

## Atrakcja turystyczna

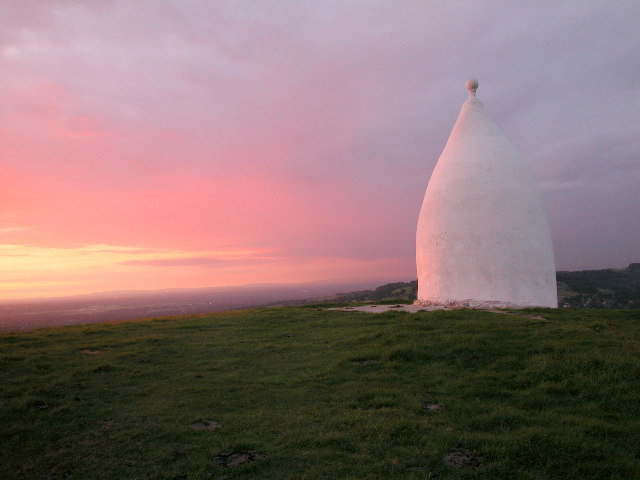
White Nancy w 2002

White Nancy służy za punkt orientacyjny na skraju wzgórza Saddle of Kerridge i punkt widokowy: na równinę Cheshire Plain w kierunku gór północnej Walii na zachód, wzgórza Shropshire na południe oraz Góry Pennińskie na północ i wschód. W pobliżu przebiega Cheshire Gritstone Trail.